# Pardosa flavida
Pardosa flavida là một loài nhện trong họ Lycosidae.
Loài này thuộc chi Pardosa. Pardosa flavida được Octavius Pickard-Cambridge miêu tả năm 1885.